# Phytobia matura
Phytobia matura är en tvåvingeart som beskrevs av Spencer 1973. Phytobia matura ingår i släktet Phytobia och familjen minerarflugor.
Artens utbredningsområde är Dominica. Inga underarter finns listade i Catalogue of Life.